# 巴拉奇如德苏木
巴拉奇如德苏木，是中华人民共和国内蒙古自治区赤峰市阿鲁科尔沁旗下辖的一个乡镇级行政单位。

## 行政区划
巴拉奇如德苏木下辖以下地区：
特尼格尔嘎查、毛盖图嘎查、达兰花嘎查、石桌子嘎查、上新打井嘎查、道日新呼都格嘎查、萨如拉塔拉嘎查、合作村、准迫毛都村、达日罕村、新发村、十间房村、南图古日格嘎查、巴润诺尔嘎查、通希嘎查、敦达诺尔嘎查和准诺尔嘎查。